# Estación Hidalgo
Hidalgo era una estación de ferrocarril ubicada en el departamento Atreucó, Provincia de La Pampa, Argentina.

## Servicios
Pertenece al Ferrocarril Domingo Faustino Sarmiento en su ramal entre Rivera y Doblas.
No presta servicios de pasajeros desde 1978, sin embargo por sus vías corren trenes de carga, a cargo de la empresa Ferroexpreso Pampeano.

## Ubicación
Se encuentra en una zona rural, a 14 km al este de la ciudad de Macachín.